# Generic Routing Encapsulation
Generic Routing Encapsulation とは、トンネリングプロトコルの一つである。遠く離れたLANを、あたかも隣接したLANのようにトンネリングできる。略称はGRE。ユニキャスト、ブロードキャスト、マルチキャストに対応しており、結果、動的ルーティングをサポートする。ただし、カプセル化するのみで暗号化などは行わない。